# Wiesława Klimek-Piotrowska
Wiesława Maria Klimek-Piotrowska (ur. 24 listopada 1957, zm. 23 czerwca 2018) – polska specjalistka w zakresie anatomii, chirurgii ogólnej, onkologii, dr hab.

## Życiorys
14 grudnia 2001 obroniła pracę doktorską pt. Współwystępowanie otyłości i raka sutka u kobiet, otrzymując doktorat, a 20 kwietnia 2017 uzyskała stopień doktora habilitowanego w zakresie nauk medycznych na podstawie rozprawy zatytułowanej Morfologia i morfometria klinicznie istotnych obszarów przedsionków serca – implikacje dla kardiologów interwencyjnych.
Pełniła funkcję adiunkta w Katedrze Anatomii na Wydziale Lekarskim w Collegium Medicum Uniwersytetu Jagiellońskiego.

## Wyróżnienia
- Drugie miejsce w ogólnopolskim konkursie na najlepszego opiekuna studenckiego koła naukowego[5]

## Wybrane publikacje
- 2015: Anatomical variations of the coronary sinus valve (Thabesian valve): implications for electrocardiological procedures[4]
- 2016: Anatomy of the true interatrial septum for transseptal access to the left atrium[4]
- 2016: Normal distal pulmonary vein anatomy[4]
- 2017: Spatial relationship of blood vessels within the mitral isthmus line[4]